# 里斯本戲劇與電影學校
里斯本戲劇與電影學校（葡萄牙語：Escola Superior de Teatro e Cinema)是葡萄牙的高等教育機構，目標是訓練劇場與電影領域專業人才。校址原本是在里斯本，目前已搬到附近的衛星城市阿馬多拉。

## 知名校友
- 佩德羅·科斯塔
- 米蓋爾·戈麥斯
- 朱奧·佩德洛·羅德利蓋斯

## 外部連結
- 里斯本戲劇與電影學校 （页面存档备份，存于）在網際網路電影資料庫（IMDb）上的資料。